# Oberonia anguina
Oberonia anguina är en orkidéart som beskrevs av Rudolf Schlechter. Oberonia anguina ingår i släktet Oberonia och familjen orkidéer. Inga underarter finns listade i Catalogue of Life.